# Archives nationales d'Islande
Pour les articles homonymes, voir Archives nationales (homonymie).

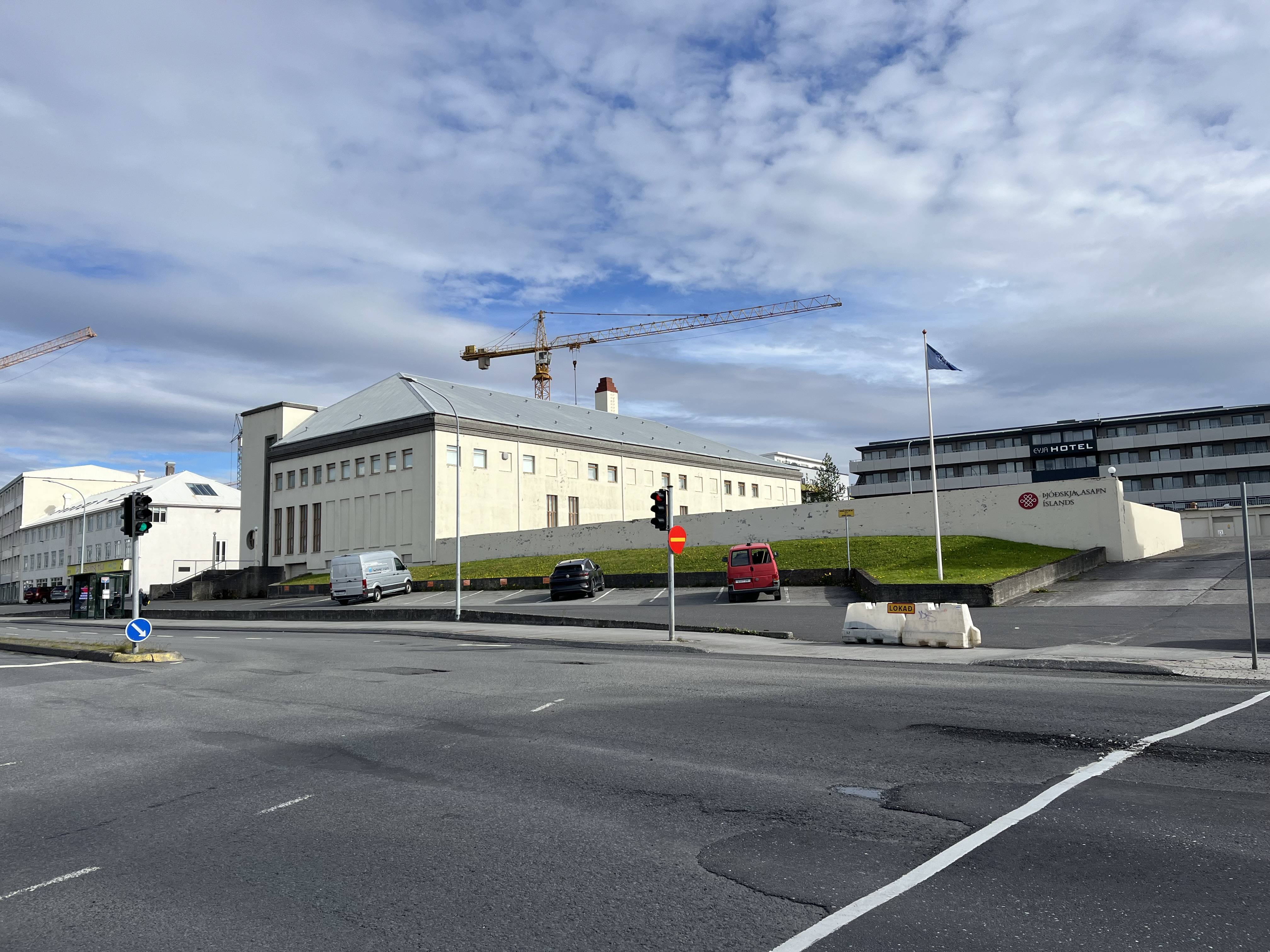
Le siège des Archives nationales d'Islande.

Les Archives nationales d'Islande (en islandais : Þjóðskjalasafn Íslands) sont chargées de la conservation des archives produites par les administrations centrales de l'Islande.

## Histoire
Ces archives nationales ont été créées à l'initiative du gouverneur Hilmar Finsen le 3 avril 1882 qui profite de l'espace libéré à l'étage de la cathédrale de Reykjavik à la suite du déménagement de la bibliothèque et du musée national réinstallés dans les locaux du parlement islandais pour regrouper les archives produites par les administrations nationales dans l'édifice religieux. Les archives, après avoir été  déménagées dans les locaux du parlement en 1900 puis réunies dans un autre bâtiment avec la bibliothèque nationale en 1908 se trouvent depuis 1987 rue Laugavegur. Le dépôt d'archives a longtemps fonctionné sans personnel dédié, chaque administration restait responsable de ses archives entreposées dans la cathédrale. Ceci a changé en 1900, lorsque le premier archiviste a été nommé. De nos jours, 25 personnes travaillent aux archives. La masse de documents conservés occupe 40 000 m linéaires. Certaines de ces archives remontent au XIIe siècle.

## Missions
Le fonctionnement des archives nationales est régi par l'acte no 77 du 28 mai 2014 sur les archives publiques. Cette administration dépend du ministère de l'Éducation, de la Culture et des Sciences islandais. Les administrations centrales doivent conserver les documents qu'elles produisent trente ans après leur production. Elles sont ensuite prises en charge par les archives nationales. S'agissant des documents produites par les administrations territoriales, ils sont théoriquement versés à des archives locales. Cependant ils sont parfois conservés aux archives nationales s'il n'existe pas de structure locale pouvant assurer cette fonction.